# Iassus lineola
Iassus lineola är en insektsart som beskrevs av Walker 1858. Iassus lineola ingår i släktet Iassus och familjen dvärgstritar. Inga underarter finns listade i Catalogue of Life.